# Atarba tuberculifera
Atarba tuberculifera är en tvåvingeart. Atarba tuberculifera ingår i släktet Atarba och familjen småharkrankar.

## Underarter
Arten delas in i följande underarter:
- A. t. edax
- A. t. tuberculifera